# Đặng Lễ
Đặng Lễ là một xã thuộc huyện Ân Thi, tỉnh Hưng Yên, Việt Nam.

## Địa lý
Xã Đặng Lễ nằm ở phía tây huyện Ân Thi, có vị trí địa lý:
- Phía đông giáp xã Cẩm Ninh
- Phía tây và phía nam giáp huyện Kim Động
- Phía bắc giáp thị trấn Ân Thi và xã Quảng Lãng.

Xã Đặng Lễ có diện tích 6,21 km², dân số năm 2019 là 6.251 người, mật độ dân số đạt 1.007 người/km².

## Lịch sử
Ngày 23 tháng 3 năm 1996, Chính phủ ban hành Nghị định 17-CP về việc thị trấn Ân Thi trên cơ sở điều chỉnh 4,43 ha diện tích tự nhiên với 250 nhân khẩu của xã Đặng Lễ.
Sau khi điều chỉnh địa giới hành chính, xã Đặng Lễ còn lại 588,99 hécta diện tích tự nhiên với 4,983 nhân khẩu.

## Giao thông
Xã Đặng Lễ có Quốc lộ 38 và Quốc lộ 38B chạy qua.